# Рідерінг
Рідерінг (нім. Riedering) — громада в Німеччині, розташована в землі Баварія. Підпорядковується адміністративному округу Верхня Баварія. Входить до складу району Розенгайм.
Площа — 37,94 км2. Населення становить 5537 ос. (станом на 31 грудня 2020).